# Sukhasiddhi
Sukhasiddhi – buddyjskie określenie na jeden ze stanów ducha, wyrażany w osobie żeńskiej. 
Pochodzi od sukha (w sanskrycie: wielka błogość, wielka szczęśliwość) i od siddhi (w sanskrycie: urzeczywistnienie). 
Pozwala w jednym życiu osiągnąć pełne urzeczywistnienie, wszystkie zwykłe i najwyższe siddhi oraz urzeczywistnia naturę wielkiej błogości. Dochodzi się do tego stanu poprzez:
- praktyki fazy budowania (kierim) oraz
- praktyki fazy spełniającej (dzogrim).

Praktyki fazy budowania zapewniają urzeczywistnienia zwykłe, pospolite siddhi, natomiast faza spełniająca daje najwyższe siddhi, czyli oświecenie. Stan ducha Sukhasiddhi urzeczywistnia naturę wielkiej błogości, stając się dakinią poza narodzinami, starością i śmiercią - w szerokim pojęciu urzeczywistnia naturę umysłu. 
Sukhasidhi była jednym z głównych natchnień edukacyjnych Khjungpo Naldziora, założyciela linii wyznania buddyjskiego, Shangpa Kagyu.